# Aphaenogaster ujhelyii
Aphaenogaster ujhelyii é uma espécie de inseto do gênero Aphaenogaster, pertencente à família Formicidae.